# Борунский сельсовет
Борунский сельсовет — административная единица на территории Ошмянского района Гродненской области Белоруссии. Административный центр — агрогородок Боруны.

## История
22 ноября 2012 года Ошмянский районный Совет депутатов решил упразднить хутор Чераны.

## Состав
Борунский сельсовет включает 36 населённых пунктов:
- Антоново — деревня.
- Бенюны — деревня.
- Биютишки — деревня.
- Бородовщина — хутор.
- Боруны — агрогородок.
- Войтехово — деревня.
- Вощиники — деревня.
- Гейстуны — деревня.
- Гиневцы — деревня.
- Гиргеляны — деревня.
- Горецковщина — деревня.
- Гудовщина — деревня.
- Загорняты — деревня.
- Застенье — деревня.
- Зеленый Бор — деревня.
- Зубовщина — деревня.
- Каетеняты — деревня.
- Курган — деревня.
- Куторовщина — деревня.
- Лиги — хутор.
- Марьяново — хутор.
- Мисюнишки — хутор.
- Оляны — деревня.
- Петровичи — деревня.
- Полуды — деревня.
- Ровы — деревня.
- Руденишки — хутор.
- Сидлеровщина — деревня.
- Смаленка — деревня.
- Студенец — хутор.
- Трасеченяты — деревня.
- Федевичи — деревня.
- Черкасы — деревня.
- Чернушка — деревня.
- Шальтины — деревня.
- Шаповалы — деревня.

Упразднённые населённые пункты:
- Чераны — хутор